# Roger Gaillard (acteur)
Pour les articles homonymes, voir Roger Gaillard et Gaillard.
Roger Gaillard est un acteur français, né le 17 avril 1893 à Salon-de-Provence (Bouches-du-Rhône), mort le 22 février 1970 à Bourg-la-Reine (Hauts-de-Seine), pensionnaire de la Comédie-Française.

## Biographie

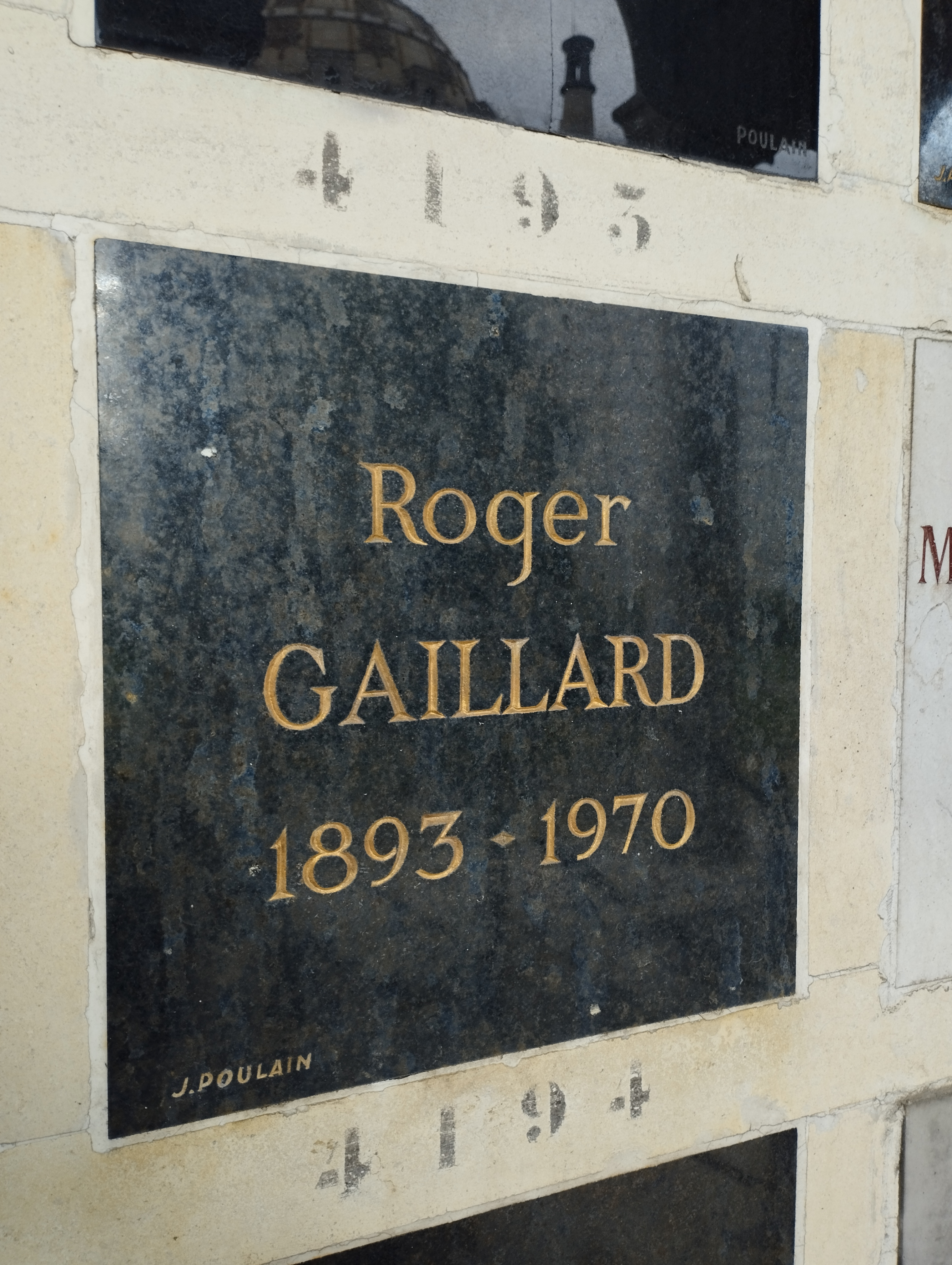
Plaque de Roger Gaillard au cimetière du Père-Lachaise (columbarium ; division 87, plaque n°4193).

Actif au cinéma et au théâtre, Roger Gaillard fut pensionnaire de la Comédie-Française de 1916 à 1924.
Il est inhumé au columbarium du cimetière du Père-Lachaise (division 87 ; plaque n°4193).

## Théâtre
- 1902 : La Duchesse des Folies Bergère de Georges Feydeau, Théâtre des Nouveautés : Chaflard
- 1903 : Les Sentiers de la vertu de Gaston Arman de Caillavet et Robert de Flers, Théâtre des Nouveautés : De La Morinière
- 1907 : La Puce à l'oreille de Georges Feydeau, Théâtre des Variétés : Baptistin
- 1908 : Occupe-toi d'Amélie de Georges Feydeau, Théâtre des Nouveautés : Mouilletu
- 1916 : Britannicus de Jean Racine, Comédie-Française : Britannicus
- 1916 : Athalie de Jean Racine, Comédie-Française : Asarias
- 1917 : Andromaque de Jean Racine, Comédie-Française : Pylade
- 1918 : Phèdre de Jean Racine, Comédie-Française : Hippolyte
- 1918 : Lucrèce Borgia de Victor Hugo, Comédie-Française : Jeppo Liveretto
- 1919 : Le Sourire du faune d'André Rivoire, Comédie-Française : Pascal
- 1920 : La Fille de Roland de Henri de Bornier, Comédie-Française : Geoffroy
- 1920 : La Mort de Pompée de Pierre Corneille, Comédie-Française : Ptolémée
- 1920 : Juliette et Roméo d'André Rivoire d'après William Shakespeare, Comédie-Française : le comte Paris
- 1920 : Les Deux Écoles d'Alfred Capus, Comédie-Française : Brévannes
- 1920 : Barberine d'Alfred de Musset, mise en scène Émile Fabre, Comédie-Française : Astolphe de Rosenberg
- 1920 : Maman Colibri d'Henry Bataille, Comédie-Française : Vicomte Georges de Chambry
- 1920 : La Mort enchaînée de Maurice Magre, Comédie-Française : Glaucon
- 1921 : La Robe rouge d'Eugène Brieux, Comédie-Française : Ardeuil
- 1922 : Le Paon de Francis de Croisset, Comédie-Française : de Lussac
- 1922 : Marion de Lorme de Victor Hugo, Comédie-Française : l'abbé de Gondi
- 1923 : Les Deux Trouvailles de Gallus de Victor Hugo, Comédie-Française : George
- 1923 : L'Infidèle de Georges de Porto-Riche, Comédie-Française : Renato
- 1923 : Florise de Théodore de Banville, Comédie-Française : Comte Olivier d'Atys
- 1923 : Le Jeune Malade d'André Chénier, Comédie-Française : le Jeune malade
- 1923 : Britannicus de Jean Racine, Comédie-Française : Néron
- 1924 : Je suis trop grand pour moi de Jean Sarment, Comédie-Française : Silvio di Poggi
- 1924 : La Sœur de Jocrisse d'Antoine-François Varner et Félix-Auguste Duvert, Comédie-Française : Duval
- 1927 : Vient de paraître d'Édouard Bourdet, mise en scène Victor Boucher, Théâtre de la Michodière : Maréchal
- 1929 : Destinée de John Van Druten, mise en scène Madeleine Geoffroy, Théâtre des Mathurins : Fred Hayward
- 1930 : Cœur de Henri Duvernois, Théâtre des Nouveautés : Jean-Marie Fouquet
- 1931 : Phèdre de Jean Racine, Théâtre Antoine : Hippolyte
- 1931 : Britannicus de Jean Racine, Théâtre Antoine : Néron
- 1931 : Les papillotes de Rosemonde Gérard, Théâtre de l'Odéon : Jacques Jasmin
- 1932 : Bérénice de Jean Racine, Théâtre Antoine : Antiochus
- 1932 : Une jeune fille espagnole de Maurice Rostand, mise en scène Harry Baur, Théâtre Sarah-Bernhardt : Alexis
- 1933 : Lundi 8 heures de George S. Kaufman et Edna Ferber, adaptation Jacques Deval, mise en scène Jacques Baumer, Théâtre des Ambassadeurs : Patrice Rochelle
- 1935 : Je vivrai un grand amour de Steve Passeur, mise en scène Georges Pitoëff, Salle Rameau (Lyon) puis Théâtre des Mathurins : Camille d'Idrac
- 1936 : Dieu sait pourquoi ? de Steve Passeur, mise en scène Georges Pitoëff, Théâtre des Mathurins
- 1937 : Crépuscule du théâtre de Henri-René Lenormand, mise en scène René Rocher, Théâtre du Vieux-Colombier : le directeur
- 1948 : Montserrat d'Emmanuel Roblès, Théâtre des Mathurins : le comédien Joan Salcedo
- 1949 : Britannicus de Jean Racine, mise en scène Jean Marchat, Théâtre des Mathurins : Narcisse
- 1949 : Héloïse et Abélard de Roger Vaillant, mise en scène Jean Marchat, Théâtre des Mathurins : le Prince
- 1952 : Mozart, musique Reynaldo Hahn, livret et mise en scène Sacha Guitry, chorégraphie Léo Lauer, Théâtre Marigny : le baron de Grimm

## Filmographie
- 1922 : Molière, sa vie, son œuvre de Jacques de Féraudy
- 1931 : L'Opéra de quat'sous de Georg Wilhelm Pabst : le mendiant
- 1932 : La Chienne de Jean Renoir : l'adjudant
- 1932 : La Nuit du carrefour de Jean Renoir : le boucher
- 1932 : Baroud de Rex Ingram et Alice Terry : Capitaine Labry
- 1932 : Baleydier de Jean Mamy : le coiffeur
- 1932 : L'Éternelle chanson de Robert Vernay
- 1935 : Monsieur Sans-Gêne de Karl Anton
- 1935 : Divine de Max Ophüls
- 1938 : Café de Paris d'Yves Mirande et Georges Lacombe
- 1938 : Les Pauvres Gens d'Albert Mourre
- 1943 : La Chèvre d'or de René Barberis
- 1945 : Les Enfants du paradis de Marcel Carné (non crédité)
- 1947 : Le Mariage de Ramuntcho de Max de Vaucorbeil
- 1947 : Les Requins de Gibraltar d'Émile-Edwin Reinert : l'accusateur
- 1948 : Le Diable boiteux de Sacha Guitry : Lord Castelreagh
- 1950 : Les Enfants terribles de Jean Cocteau et Jean-Pierre Melville : l'oncle de Gérard
- 1952 : Au cœur de la Casbah de Pierre Cardinal : le père de Michel
- 1954 : Si Versailles m'était conté... de Sacha Guitry : D'Alembert